# Aloxe-Corton
Aloxe-Corton este o comună în departamentul Côte-d'Or, Franța. În 2009 avea o populație de 166 de locuitori.

## Evoluția populației
| An        | 1975 | 1982 | 1990 | 1999 | 2006 | 2009 |
| --------- | ---- | ---- | ---- | ---- | ---- | ---- |
| Populație | 218  | 198  | 187  | 172  | 188  | 166  |